# Tachina flavosquama
Tachina flavosquama är en tvåvingeart som beskrevs av Chao 1982. Tachina flavosquama ingår i släktet Tachina och familjen parasitflugor. Inga underarter finns listade i Catalogue of Life.